# Erlenbach (Bade-Wurtemberg)
Pour les articles homonymes, voir Erlenbach.
Erlenbach est une commune de Bade-Wurtemberg (Allemagne), située dans l'arrondissement de Heilbronn, dans la région de Heilbronn-Franconie, dans le district de Stuttgart.
La commune possède deux châteaux. Le château du haut date du XIIe siècle, celui du bas du XVe siècle. Détruit en 1591 par un incendie, il a été reconstruit à la fin du XIXe siècle.